# 尼古拉·塞爾瓦
尼古拉·塞爾瓦（義大利語：Nicola Selva，1962年7月4日—）是聖馬利諾的政治人物，也是一名退休的短跑選手。他自2019年4月1日起，與米凱萊·穆拉托尼同時出任聖馬利諾執政官。

## 生平
他在2006年至2011年曾擔任聖馬利諾大議會的議員，2012年又重新加入。2016年，他成為聖馬利諾政黨未來共和國的創始人之一。

## 運動生涯
尼古拉·塞爾瓦曾參與1991年地中海运动会，並代表聖馬利諾參加1992年夏季奧運中的男子4 × 100米接力項目。
| 運動會         | 地點     | 項目          | 結果   | 成績  | 註釋                                 |
| -------------- | -------- | ------------- | ------ | ----- | ------------------------------------ |
| 1992年夏季奧運 | 巴塞隆納 | 4×100公尺接力 | 未得獎 | 42"08 | 初賽總成績排名第21名，未進入準決賽。 |